# Petja Barakova
Petja Barakova (bulgariska: Петя Баракова), född 18 juni 1994 i Sofia, Bulgarien, är en volleybollspelare (passare).
Barakova har spelat med Bulgariens landslag vid EM 2015, 2019, 2021 och 2023. Under karriären har Barakova spelat för CSKA Sofia, Levski Sofia (2014-2015), Voléro Zürich (2015-2016 och 2019-2020), Entente Sportive Le Cannet-Rocheville (2016-2017), Volei Alba-Blaj (2017-2018), KS Developres Rzeszów (2018-2019), VK Maritsa (2020-2021), CSM Lugoj (2021-2022) och Hapoel Kfar Saba (2022-).